# Drobin (gemeente)
De gemeente Drobin is een stad- en landgemeente in het Poolse woiwodschap Mazovië, in powiat Płocki.
De zetel van de gemeente is in Drobin.
Op 30 juni 2004 telde de gemeente 8614 inwoners.

## Oppervlakte gegevens
In 2002 bedroeg de totale oppervlakte van gemeente Drobin 143,19 km², waarvan:
- agrarisch gebied: 89%
- bossen: 5%

De gemeente beslaat 7,96% van de totale oppervlakte van de powiat.

## Demografie
Stand op 30 juni 2004:
| Omschrijving                   | Totaal | Totaal | Vrouwen | Vrouwen | Mannen | Mannen |
| ------------------------------ | ------ | ------ | ------- | ------- | ------ | ------ |
| eenheid                        | aantal | %      | aantal  | %       | aantal | %      |
| inwoners                       | 8614   | 100    | 4361    | 50,6    | 4253   | 49,4   |
| bevolkingsdichtheid (inw./km²) | 60,2   | 60,2   | 30,5    | 30,5    | 29,7   | 29,7   |

In 2002 bedroeg het gemiddelde inkomen per inwoner 1309,01 zł.

## Administratieve plaatsen (sołectwo)
Biskupice, Łęg Kościelny (sołectwa: Łęg Kościelny I en Łęg Kościelny II), Łęg Probostwo, Maliszewko, Małachowo, Mogielnica, Mogielnica-Kolonia, Nagórki Dobrskie, Nagórki-Olszyny, Niemczewo, Nowa Wieś, Psary, Rogotwórsk, Setropie, Siemienie, Siemki, Sokolniki, Stanisławowo, Świerczynek (sołectwa: Świerczynek I en Świerczynek II), Świerczyn, Świerczyn-Bęchy, Tupadły, Warszawka, Wilkęsy, Wrogocin, Borowo, Brelki, Brzechowo, Budkowo, Chudzynek, Chudzyno, Cieszewko, Cieszewo, Cieśle, Dobrosielice Pierwsze, Dobrosielice Drugie, Dziewanowo, Karsy, Kłaki, Kostery, Kowalewo, Kozłówko, Kozłowo, Krajkowo, Kuchary.

## Aangrenzende gemeenten
Bielsk, Raciąż, Staroźreby, Zawidz